# Joseph Oliver Bowers
Joseph Oliver Bowers S.V.D. (ur. 28 marca 1910 w Massacre, zm. 5 listopada 2012 w Agomanya) – dominicki duchowny katolicki, jeden z najstarszych biskupów katolickich na świecie.
Urodził się w skromnych warunkach w rodzinie Montague i Mary Bowers. Ojciec był organistą w miejscowej parafii św. Anny. Powołanie do kapłaństwa poczuł w bardzo młodym wieku i z tego powodu wyjechał do USA, by tam podjąć naukę w Seminarium Duchownym św. Augustyna w stanie Missisipi. Święcenia otrzymał 22 stycznia 1939 roku. Wstąpił następnie do zgromadzenia ojców werbistów. 
27 listopada 1952 otrzymał nominację na tytularnego biskupa Cyparissia i pomocniczego biskupa diecezji Accra w Ghanie. Jeszcze zanim otrzymał sakrę mianowany został ordynariuszem tej diecezji. Był on pierwszym czarnoskórym kapłanem, który otrzymał sakrę na terenie USA, a dzielił jej kardynał Francis Spellman. Biskup Bowers dał się poznać jako dynamiczny pasterz, który dbał o powierzony mu lud. Założył w roku 1957 Zgromadzenie Sióstr Służebnic Bożego Odkupiciela, które poświęciły się opiece i poprawie komfortu życia ubogich. Za jego kadencji wzrosła też znacznie liczba kapłanów zakonnych i świeckich, powstało wiele parafii, a liczba wiernych wzrosła trzykrotnie. Po osiemnastoletnim pobycie w Ghanie, został w dniu 16 stycznia 1971 mianowany pierwszym biskupem nowo powstałej diecezji Saint John's-Basseterre. Diecezja obejmowała wyspy Antigua, Barbuda, Saint Kitts i Nevis, Montserrat, Anguilla i Brytyjskie Wyspy Dziewicze. Na emeryturę przeszedł w dniu 17 lipca 1981 i powrócił na Dominikę, gdzie żył skromnie i bez rozgłosu. W ostatnich latach życia mieszkał w Ghanie w miejscowości Agomanya pod opieką sióstr zakonnych ze zgromadzenia, które założył.